# Anh hùng Liên bang Nga
Anh hùng Liên bang Nga (tiếng Nga: Герой Российской Федерации), còn được gọi ngắn gọn là Anh hùng Nga (tiếng Nga: Герой России), là danh hiệu vinh dự cao quý  nhất của nhà nước Liên bang Nga. Danh hiệu đi kèm với huy chương Sao vàng, một huy chương danh dự để xác định người nhận danh hiệu Anh hùng Liên bang Nga. Huy chương Sao Vàng của danh hiệu Anh hùng Liên bang Nga được đeo ở vị trí cao nhất, đứng trên tất cả các Huân chương và giải thưởng của Liên bang Nga.
Danh hiệu được trao cho những người "phục vụ nhà nước và nhân dân Nga, bằng chiến công anh hùng của lòng dũng cảm". Danh hiệu được phong tặng theo sắc lệnh của tổng thống Liên bang Nga. Quốc tịch Nga hoặc phục vụ cho nhà nước Nga là không bắt buộc đối với người được nhận danh hiệu này.
Danh hiệu này được phong tặng lần đầu tiên vào năm 1992 và tính đến năm 2015, đã được trao tặng hơn 970 lần, trong đó có hơn 440 người được truy tặng.